# Mezzaluna

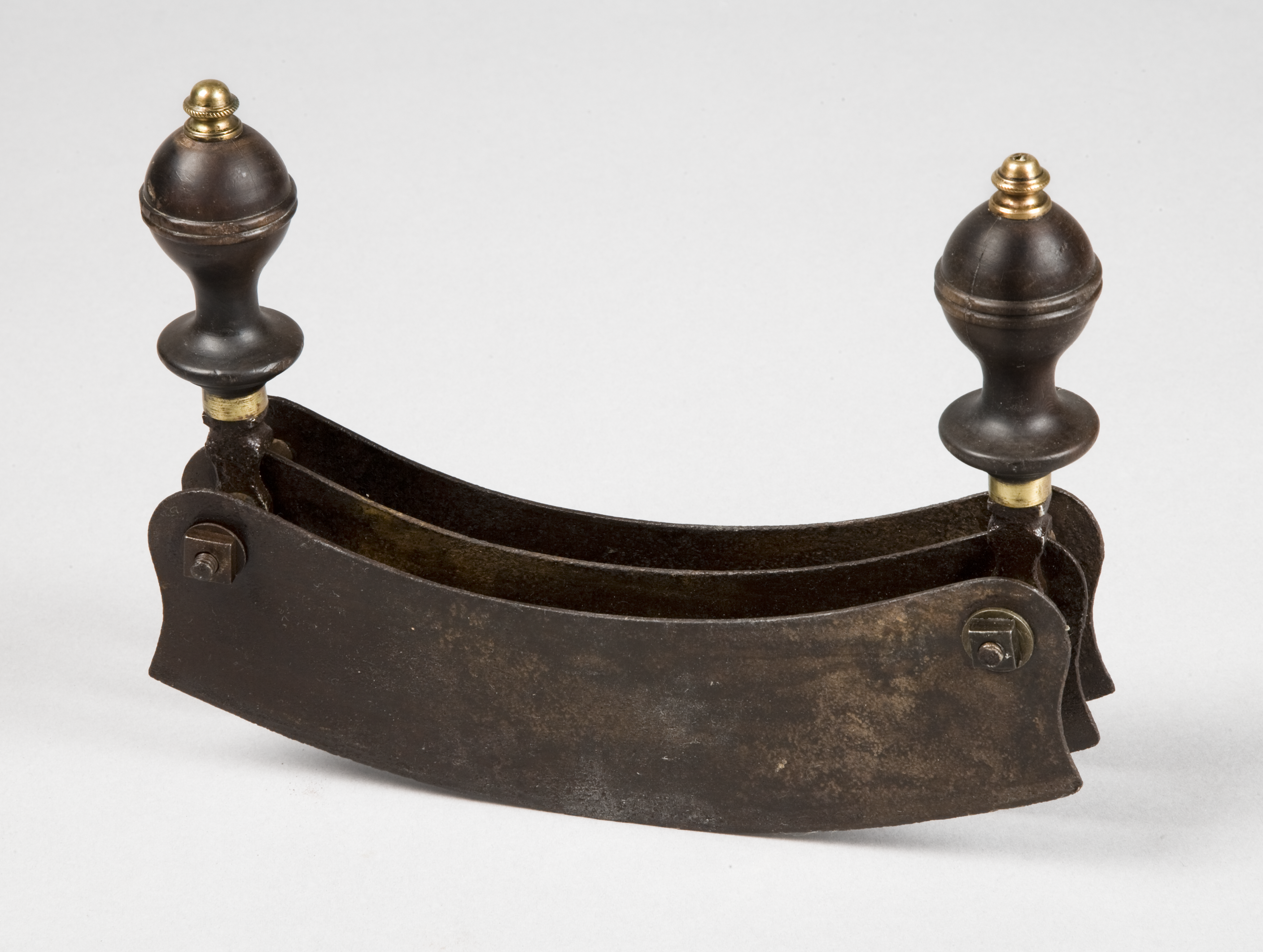
Mezzaluna com lâmina tripla para carne

Mezzaluna (/ˌmɛtsəˈluːnə/; italiano: [ˌmɛddzaˈluːna]) é uma faca que consiste de uma ou mais lâminas curvadas com uma alça em cada extremidade. Geralmente é usada para cortar ervas.  Às vezes, versões com uma única lâmina muito grande são utilizadas para cortar pizza.  É mais comumente usada na Itália na preparação de um soffritto ou um pesto.

## Nome

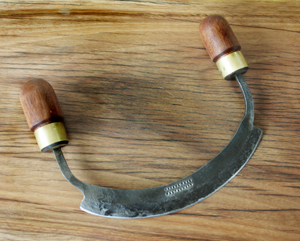
Mezzaluna com uma lâmina

Mezzaluna significa "meia lua" em italiano, devido a forma curva da lâmina, e é o nome mais comum utilizado no Reino Unido. Outros nomes usados incluem o de picador de ervas ou hachoir [aʃ.waʁ], que é o seu nome francês.

## Tábua de corte
Mezzalunas podem ser vendidas com uma tábua de corte que tem uma parte côncava, comercializado como um picador de ervas.